# Rewa (Madhya Pradesh)
Rewa (en hindi: रीवा ) es una localidad de la India, centro administrativo del distrito de Rewa en el estado de Madhya Pradesh.

## Geografía
Se encuentra a una altitud de 308 m s. n. m. a 513 km de la capital estatal, Bhopal, en la zona horaria UTC +5:30.

## Demografía
Según estimación 2010 contaba con una población de 243 099 habitantes.